# Велика награда Аустралије 2022.
Велика награда Аустралије 2022. (званично позната као енгл. Formula 1 Heineken Australian Grand Prix 2022) била је трка Формуле 1 која је одржана 10. априла 2022. у Мелбурну, Викторија. Такмичило се на стази Алберт парк и била је трећа рунда светског шампионата Формуле 1 2022. Фераријев возач Шарл Леклер освојио је свој први гренд слем у каријери, стартовао је са пол позиције, направио најбржи круг, водио сваки круг и победио у трци испред Серхија Переза из Ред була и Џорџа Расела из Мерцедеса. Био је то први гренд слем за возача Ферарија од Фернанда Алонса на Великој награди Сингапура 2010.
Била је то 85. трка у комбинованој историји Велике награде Аустралије, која датира из друмске трке на 100 миља 1928. године, као и 25. пут када је ова трка одржана на стази Алберт парк и 36. пут за Велику награду Аустралије која је била део светског шампионата Формуле 1. То је била прва Велика награда Аустралије од 2019. с тим што је издање 2020. отказано неколико сати пре него што је требало да почне први тренинг усред почетка пандемије ковид19, а издање 2021. је прво одложено, а касније отказано због последица. пандемије ковид19 у Аустралији. Валтери Ботас је био последњи победника трке, пошто је победио у издању 2019. са Мерцедесом. Издање из 2022. поставило је нови рекорд посећености на стази за викенд.

## Позадина
У октобру 2021. трка је званично потврђен као трећа од двадесет три трке у сезони 2022. на састанку Светског савета за аутомобилски спорт у Паризу. Трка ће се одржати на стази Алберт парк у Мелбурну 10. априла 2022. са четрнаест кривина, 5,278 km (3,280 mi).
Пре викенда, возаче је подсетио један од двојице директора трке, Едуардо Фритас, који није био именован за ову Велику награду, да им је Међународним спортским кодексом ФИА забрањено да носе накит у својим болидима, јер би то могло да изазове безбедносни проблеми, посебно ако дође до пожара када возачи покушавају да се извуку из својих аутомобила. Овај подсетник је уследио након што су возачи примећени да чешће носе накит током вожње. Потенцијална кршења правила у овом погледу могу довести до новчаних казни.

### Реконструкција стазе
Стаза је претрпела неколико значајних промена у месецима пре трке, које су биле прве и најзначајније промене од прве Велике награде Аустралије 1996. укључујући и прво обнављање колосека од тада. Возачи су консултовани о планираним изменама. Кривине 9 и 10 су потпуно редизајниране, где су формирали десно-лево шикану са јаком зоном кочења на прилазу, редизајн је видео да су постали много бржа комбинација десно-лево. Ово је урађено да би се повећала брзина приближавања за скретање 11 и 12. Неколико других кривина је репрофилисано да би се подстакло претицање, посебно скретање 13, које је проширено да би се створиле додатне тркачке линије. Такође је додат позитиван нагиб како би се омогућило возачима да пренесу већу брзину кроз кривине. Циљни правац и пит лејн су такође редизајниране, при чему је зид пит лејна померен два метра ближе стази тако да је ивица стазе била директно уз зид.
Промена пит лејна је направљена као одговор на несрећу тадашњег возача Реноа Данијела Рикарда у првом кругу 2019. Рикардо је прошао широко на старту, прешавши на травнату ивицу и ударио у невидљиви пропуст, који му је уништио предње крило и доњи део аутомобил, приморавајући га да се повуче. Као резултат промена, организатори трке су затражили од Фије да повећају ограничење брзине у боксу са 60 км/ч на 80 км/ч. Таква промена је била значајна, пошто се боксови Формуле 1 налазе поред падока за подршку и заустављање у боксу би возачима захтевало мање временске казне. Ове промене су првобитно биле планиране након трке, међутим одлагање је омогућило организаторима догађаја да изврше промене пре трке. Планирано је да се даље промене, као што је обнова коловоза са асфалтном мешавином дизајнираном да хабају гуме, буду након издања 2021, које је одложено са марта на новембар, пре него што буде отказан и урађен касније за догађај 2022. Поред тога, четврта ДРС зона је додата на редизајнирану стазу, пре него што буде уклоњен из безбедносних разлога пре трећег тренинга, након што се Фернандо Алонсо из Алпина посебно пожалио на потенцијалне безбедносне проблеме током суботњег брифинга возача. Ред бул је био једини тим који се противио уклањању, јер је имао ефикасан ДРС систем.

### Шампионати пре трке
Шарл Леклер је био лидер у шампионату возача после друге рунде претходног викенда, са дванаест поена предности које га дели од сувозача Карлоса Саинза и 20 поена од Макса Верстапена. У шампионату конструктора, Ферари је предводио Мерцедес за 40 поена, а Ред бул за један више.

### Учесници
Возачи и тимови су били исти као на листи за пријаву сезоне без додатних резервних возача за трку. Себастијан Фетел из Астон Мартина, кога је због корона вируса заменио Нико Хилкенберг у прве две трке, је дебитовао у сезони.

### Избор гума
Добављач гума Пирели је донео смеше за гуме Ц2, Ц3 и Ц5 (означене као тврде, средње и меке) како би тимови могли да користе на догађају. То је био први догађај од Велике награде Русије 2018. на којем су коришћене неузастопне гуме.

### Казне
Вилијамсов Александер Албон добио је казну од три места након судара са Лансом Стролом из Астон Мартина у претходној трци за Велику награду Саудијске Арабије.

## Тренинг
Одржана су три тренинга. Прва два одржана су у петак 8. априла у 13:00 и 16:00 по локалном времену (УТЦ+10:00). Карлос Саинз направио је најбржи круг у првој сесији испред сувозача Шарла Леклера и Серхија Переза из Ред була. Леклер је направио најбржи круг у другој сесији испред Макса Верстапена и Саинза. Трећи тренинг је одржан у 13:00 по локалном времену 9. априла, у којој је Ландо Норис из Макларена поставио најбржи круг испред Леклера и Переза. У једном тренутку је био означен црвеном заставом, пошто су се оба аутомобила Астон Мартина сударила.

## Квалификације
Квалификације су одржане у 16:00 по локалном времену 9. априла и трајале су један сат. Завршен је низ Валтерија Ботаса од 103 узастопна наступа у К3. Шарл Леклер је поставио најбрже време за пол позицију испред Макса Верстапена и Серхија Переза. Леклеров сувозач Карлос Саинз није у почетку могао да постави круг у К3, пошто је судар Фернанда Алонса изазвао црвену заставу, квалификовао се 9. после грешке у 10. кривини, и проблема са паљењем аутомобила, што је изазвало компромитован круг загревања.

### Квалификациона класификација
| Поз.   | Бр. | Возач            | Конструктор  | Квалификациона времена | Квалификациона времена | Квалификациона времена | Стартна позиција |
| Поз.   | Бр. | Возач            | Конструктор  | К1                     | К2                     | К3                     | Стартна позиција |
| ------ | --- | ---------------- | ------------ | ---------------------- | ---------------------- | ---------------------- | ---------------- |
| 1      | 16  | Шарл Леклер      | Ферари       | 1:18,881               | 1:18,606               | 1:17,868               | 1                |
| 2      | 1   | Макс Верстапен   | Ред бул      | 1:18,580               | 1:18,611               | 1:18,154               | 2                |
| 3      | 11  | Серхио Перез     | Ред бул      | 1:18,834               | 1:18,340               | 1:18,240               | 3                |
| 4      | 4   | Ландо Норис      | Макларен     | 1:19,280               | 1:19,066               | 1:18,703               | 4                |
| 5      | 44  | Луис Хамилтон    | Мерцедес     | 1:19,401               | 1:19,106               | 1:18,825               | 5                |
| 6      | 63  | Џорџ Расел       | Мерцедес     | 1:19,405               | 1:19,076               | 1:18,933               | 6                |
| 7      | 3   | Данијел Рикардо  | Макларен     | 1:19,665               | 1:19,130               | 1:19,032               | 7                |
| 8      | 31  | Естебан Окон     | Алпин        | 1:19,605               | 1:19,136               | 1:19,061               | 8                |
| 9      | 55  | Карлос Саинз     | Ферари       | 1:18,983               | 1:18,469               | 1:19,408               | 9                |
| 10     | 14  | Фернандо Алонсо  | Алпин        | 1:19,192               | 1:18,815               | Без времена            | 10               |
| 11     | 10  | Пјер Гасли       | Алфа Таури   | 1:19,580               | 1:19,226               | Н/Д                    | 11               |
| 12     | 77  | Валтери Ботас    | Алфа Ромео   | 1:19,251               | 1:19,410               | Н/Д                    | 12               |
| 13     | 22  | Јуки Цунода      | Алфа Таури   | 1:19,742               | 1:19,424               | Н/Д                    | 13               |
| 14     | 24  | Џоу Гуанју       | Алфа Ромео   | 1:19,910               | 1:20,155               | Н/Д                    | 14               |
| 15     | 47  | Мик Шумахер      | Хас          | 1:20,104               | 1:20,465               | Н/Д                    | 15               |
| 16     | 20  | Кевин Магнусен   | Хас          | 1:20,254               | Н/Д                    | Н/Д                    | 16               |
| 17     | 5   | Себастијан Фетел | Астон Мартин | 1:21,149               | Н/Д                    | Н/Д                    | 17               |
| 18     | 6   | Николас Латифи   | Вилијамс     | 1:21,372               | Н/Д                    | Н/Д                    | 18               |
| ДИС    | 23  | Александер Албон | Вилијамс     | 1:20,135               | Н/Д                    | Н/Д                    | 201              |
| —      | 18  | Ланс Строл       | Астон Мартин | Без времена            | Н/Д                    | Н/Д                    | 192              |
| Извор: |     |                  |              |                        |                        |                        |                  |

Напомена
- ^1  – Александер Албон се квалификовао као 16. али је дисквалификован јер потребан узорак горива од једног литра није могао да се извуче из његовог аутомобила током пост-квалификацијског прегледа.[46] Дозвољено му је да се такмичи по нахођењу судија.[45] Такође је добио казну од три места на старту због изазивања судара са Стролом у претходној трци.[36] Казна није направила никакву разлику јер је он већ био дисквалификован.[45]
- ^2  – Ланс Строл није успео да одреди време током квалификација због судара са Николасом Латифијем. Дозвољено му је да се такмичи по нахођењу судија.[45] Такође је добио казну од три места на старту због изазивања судара са Латифијем.[47] Добио је позицију на старту након Албонове дисквалификације.[45]

## Трка
Трка је одржана у 15:00 по локалном времену 10. априла и трајала је 58 кругова. Пол освајач Шарл Леклер победио је у трци, поставио најбржи круг за додатни поен и водио сваки круг (гренд слем), испред Серхија Переза и Џорџа Расела. Расел је освојио свој други подијум у каријери након другог места на Великој награди Белгије 2021.

### Извештај о трци
Дан пре трке, Нилс Витич, један од двојице директора трка именованих за Велику награду, подсетио је возаче на ново правило о безбедности аутомобила које каже да возач мора да остане иза аутомобила испред себе током поновног стартовања, а не са стране, као Макс Верстапен наступио и на Великој награди Абу Дабија 2021. и на Великој награди Саудијске Арабије. Ред бул је пре трке направио неколико промена на Верстапеновом болид без казне, као и Николас Латифи, који је био приморан да промени неколико елемената мењача због судара са Лансом Стролом током квалификација, а Карлос Саинз је променио гуме. Саинз је имао проблема против застоја на почетку, и пао на 14. до 2. круга, у покушају да се врати, изморени Саинз је кренуо у 10. скретању покушавајући да прође Мика Шумахера, узрокујући његово одустајање, који је извео сигурносни аутомобил. Након кратке борбе са одржавањем топлих гума при поновном старту, Леклер је одржао предност испред Верстапена, док је Перез, којег је на старту претекао Луис Хамилтон, поново заузео трећу позицију кроз ДРС у 3. скретању до 10. круга. Током периода безбедног аутомобила, Строл са тврдим пнеуматицима је двапут прошао у бокс, прво да би заменио пнеуматике у средње гарнитуре (пошто прописи налажу да возачи морају да користе два компада гума), а затим за најтврђу смесу у покушају да заврши трку без потребе за поновним заустављањем.
У 24. кругу, инцидент Себастијана Фетела је изазвао сигурносни аутомобил. Расел, који још није био у боксу за разлику од већине возача, искористио је прилику да се заустави у боксу, добивши на времену у односу на своје конкуренте због пробијања испод сигурносног аутомобила и вратио се у трку као трећи иза Леклера, који је направио предност и стао испред сигурносног аутомобила, и Верстапен, који је закључао у 11. скретању у 12. кругу и претрпео је штету на предњој левој гуми. Са сигурносним аутомобилом који је још увек био на стази у 25. кругу, Шумахер је замало ударио Јукија Цуноду, наводећи судије да прегледају протокол безбедносних аутомобила како би одредили размак од 10 дужина између возила иза сигурносног аутомобила. Када је трка настављена у 27. кругу, Верстапен је покушао да претекне Леклера, који је покупио стару гуму у 16. али Леклер је задржао позицију у првом кругу и направио још једно вођство. Перез је био пети након сигурносног аутомобила, али се вратио трећи до 37. круга, након кратке борбе за треће место са Раселом, коме је речено да пази на своје гуме и да се не бори са Перезом. У 39. кругу, Верстапен се повукао због проблема са горивом који је изазвао пожар у његовом аутомобилу, који је био другачији од оног у Бахреину. Изведен је виртуелни сигурносни аутомобил, који је завршио у 40. кругу. У последњим круговима, Хамилтон се приближавао сувозачу Раселу за треће место, али није могао да се такмичи са њим због прегревања. Александер Албон је успео да задржи своје гуме 57 кругова, пре него што је морао да направи свој обавезни бокс, и завршио на 10. месту за Вилијамсов први поен у сезони. У 58. кругу, Леклер је направио најбржи круг, пошто је победио у трци, док су Перез и Расел завршили на подијуму.
Резултати су померили Расела на друго место у шампионату возача, док је Леклер повећао предност на 34 поена, и 46 бодова испред Верстапена, који је претрпео своје други одустајање у три трке. Леклеров гренд слем био је први за возача Ферарија откако је Фернандо Алонсо постигао тај подвиг на Великој награди Сингапура 2010. Леклеров учинак је упоређен са гренд слемом Михаела Шумахера на Великој награди Аустралије 2004.

### Тркачка класификација
| Поз.                                                    | Бр. | Возач            | Конструктор  | Кругова | Време/Разлика | Место | Поени |
| ------------------------------------------------------- | --- | ---------------- | ------------ | ------- | ------------- | ----- | ----- |
| 1                                                       | 16  | Шарл Леклер      | Ферари       | 58      | 1:27:46,548   | 1     | 261   |
| 2                                                       | 11  | Серхио Перез     | Ред бул      | 58      | +20,524       | 3     | 18    |
| 3                                                       | 63  | Џорџ Расел       | Мерцедес     | 58      | +25,593       | 6     | 15    |
| 4                                                       | 44  | Луис Хамилтон    | Мерцедес     | 58      | +28,543       | 5     | 12    |
| 5                                                       | 4   | Ландо Норис      | Макларен     | 58      | +53,303       | 4     | 10    |
| 6                                                       | 3   | Данијел Рикардо  | Макларен     | 58      | +53,737       | 7     | 8     |
| 7                                                       | 31  | Естебан Окон     | Алпин        | 58      | +1:01,683     | 8     | 6     |
| 8                                                       | 77  | Валтери Ботас    | Алфа Ромео   | 58      | +1:08,439     | 12    | 4     |
| 9                                                       | 10  | Пјер Гасли       | Алфа Таури   | 58      | +1:16,221     | 11    | 2     |
| 10                                                      | 23  | Александер Албон | Вилијамс     | 58      | +1:19,382     | 20    | 1     |
| 11                                                      | 24  | Џоу Гуанју       | Алфа Ромео   | 58      | +1:21,695     | 14    |       |
| 12                                                      | 18  | Ланс Строл       | Астон Мартин | 58      | +1:28,5982    | 19    |       |
| 13                                                      | 47  | Мик Шумахер      | Хас          | 57      | +1 круг       | 15    |       |
| 14                                                      | 20  | Кевин Магнусен   | Хас          | 57      | +1 круг       | 16    |       |
| 15                                                      | 22  | Јуки Цунода      | Алфа Таури   | 57      | +1 круг       | 13    |       |
| 16                                                      | 6   | Николас Латифи   | Вилијамс     | 57      | +1 круг       | 18    |       |
| 17                                                      | 14  | Фернандо Алонсо  | Алпин        | 57      | +1 круг       | 10    |       |
| Оду                                                     | 1   | Макс Верстапен   | Ред бул      | 38      | Цурење горива | 2     |       |
| Оду                                                     | 5   | Себастијан Фетел | Астон Мартин | 22      | Судар         | 17    |       |
| Оду                                                     | 55  | Карлос Саинз     | Ферари       | 1       | Излетео       | 9     |       |
| Најбржи круг: Шарл Леклер (Ферари) – 1:20,260 (круг 58) |     |                  |              |         |               |       |       |
| Извор:                                                  |     |                  |              |         |               |       |       |

Напомена
- ^1  – Укључује један бод за најбржи круг.[74]
- ^2  – Ланс Строл је добио казну од пет секунди.[73]

## Поредак шампионата после трке
|   | Поз. | Возач         | Поени |
| - | ---- | ------------- | ----- |
|   | 1    | Шарл Леклер   | 71    |
| 2 | 2    | Џорџ Расел    | 37    |
| 1 | 3    | Карлос Саинз  | 33    |
| 3 | 4    | Серхио Перез  | 30    |
|   | 5    | Луис Хамилтон | 28    |

|   | Поз. | Конструктор | Поени |
| - | ---- | ----------- | ----- |
|   | 1    | Ферари      | 104   |
|   | 2    | Мерцедес    | 65    |
|   | 3    | Ред бул     | 55    |
| 4 | 4    | Макларен    | 24    |
| 1 | 5    | Алпин       | 22    |

- Напомена: Само првих пет позиција су приказане на табели.